# Sveučilište u Aucklandu
Sveučilište u Aucklandu najveće je novozelandsko sveučilište. Ujedno je prema mađunarodnim istraživanjima i najviše rangirano sveučilište Novog Zelanda. 
Sveučilište nudi velik izbor studijskih programa među kojima su primjerice i arhitektura, glazba, mikrobiologija i imunologija, filozofija, političke znanosti, statistika, sociologija, ekonomija, pravo... Sveučilište je smješteno u sedam kampusa a ukupni broj studenata iznosi oko 40.000.

## Vanjske poveznice
- Službena stranica